# Bazalka indická
Bazalka indická (Ocimum tenuiflorum), též bazalka posvátná (Ocimum sanctum), bazalka Tulsi či Tulasi, je aromatická vytrvalá rostlina z čeledi hluchavkovitých. Pochází z Indického subkontinentu, je ale široce pěstována v celé jihovýchodní Asii, a to především z medicínských, kulinářských a náboženských důvodů. Obsahuje aromatické silice a je využívána na bylinný čaj, v ajurvédské léčbě a významné místo má ve višnuistických tradicích hinduismu, v nichž je uctívána jako posvátná rostlina.

## Popis
Bazalka indická je vzpřímená, hustě větvená vytrvalá bylina nebo polokeř, dorůstající výšky 30-60, někdy až 100 cm. Stonky jsou na bázi dřevnatějící a hustě chlupaté jemnými trichomy, kterými jsou porostlé i řapíky a žilnatina listů. Jednoduché, vejčité, řapíkaté listy s jemně zubatými okraji jsou na stonku postaveny křižmostojně a jsou silně aromatické, neboť obsahují množství terpenů. Jejich barva je zelená (morfotyp zvaný Lakšmí tulasi) nebo fialové (morfotyp Krišna tulasi). Květy jsou uspořádané v lichopřeslenech na dlouhém koncovém hroznu; jsou oboupohlavné, rozlišené na dvoucípý nálevkovitý kalich a pyskatou korunu, která je nejčastěji nafialovělá, růžová nebo bílá. Plodem je hnědá vejčitá tvrdka. Chromozómové číslo 4n = 36.

## Původ a rozšíření
Fylogeografické studie chloroplastového genomu prokázaly původ této rostliny na severu centrální Indie. Je možné, že její další šíření po Indickém subkontinentu souvisí s kulturními migračními trasami. Vyskytuje se také v celé jihovýchodní Asii a v Číně.

## Obsahované látky
Bazalka indická obsahuje množství fytochemických látek, jako jsou různé fenoly, alkaloidy, saponiny, steroidní látky (stigmasterol, kampesterol, β-sitosterol), ursolovou kyselinu, flavonoidy, taniny a především aromatické esenciální oleje. Jejich hlavními složkami jsou eugenol, methyleugenol, karvakrol, karyofylen a nerol.

## Využití

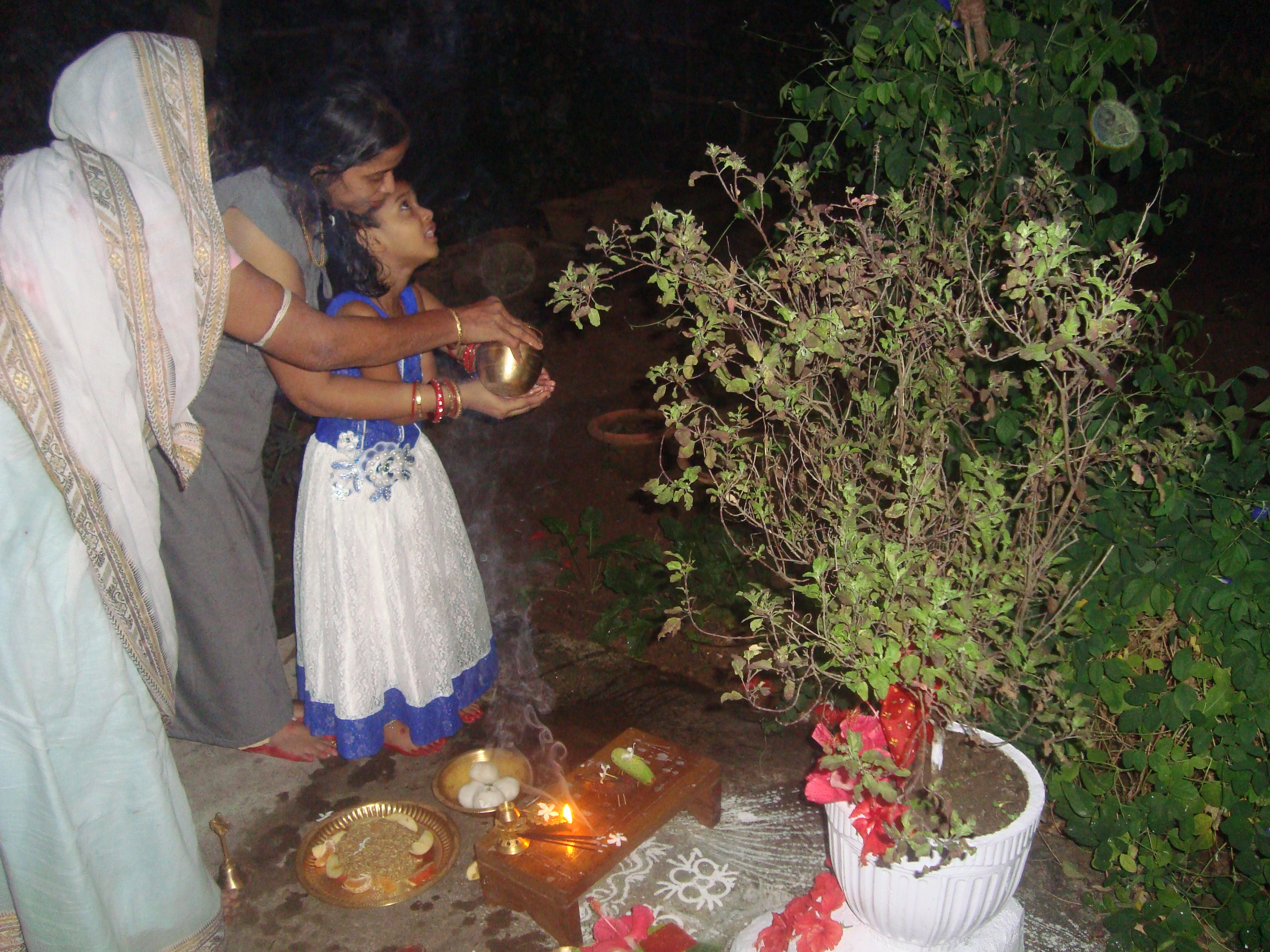
Oslavný rituál u rostliny bazalky posvátné

### Hinduismus
Listy bazalky Tulsi jsou důležitou součástí bohoslužeb vzývajících boha Višnua a jeho avatáry, jako jsou Kršna či Ráma, stejně jako dalších božstev (Hanumán, Balaráma, Garuda aj.). Pro hinduisty je posvátnou rostlinou a je uctívána jako jeden z avatárů (vtělení) bohyně Lakšmí. V hinduistických domech bývá tradičně pěstována na čestném místě či oltáříku uprostřed dvora. Domácí pobožnosti, odbývané především ženami, zahrnují sezení na zemi před rostlinou bazalky, zažíhání vonných lampiček, odříkávání modliteb a zvonění na ceremoniální zvoneček. O listech bazalky Tulsi se věří, že mají očistnou duchovní sílu, stejně jako růžence vyrobené z dřevnatých stonků a kořenů, které mají svěřit nositele pod Hanumánovu ochranu.

### Léčitelství
Bazalka indická je hojně užívanou léčivkou v ajurvédě. Užívá se při potížích zažívacího traktu, pro posílení imunity, proti stresu, pro zahřátí organismu nebo pro snížení hladiny cholesterolu, a to čerstvá nebo sušená, jako bylinný čaj nebo drcený prášek smísený s přepuštěným máslem ghí. Mnohé léčivé účinky, především na nervovou soustavu, ale i další, byly prokázány i moderní medicínou.

### Ostatní
Bazalka indická se využívá v thajské kuchyni pro přípravu pokrmů z masa, rýže a mořských plodů. Sušené aromatické listy se po staletí používaly jako přírodní repelent.

## Galerie

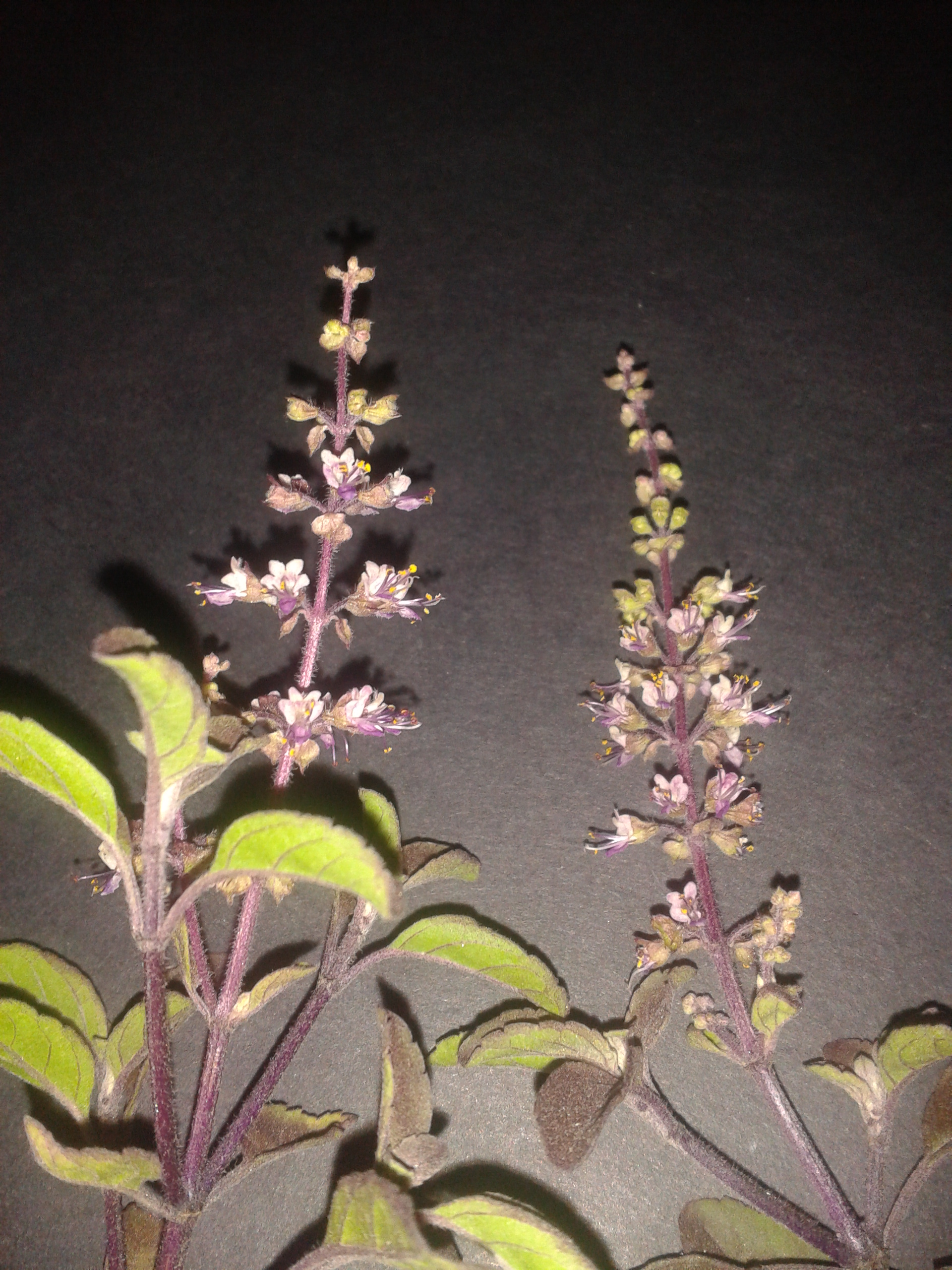
Listy a květenství
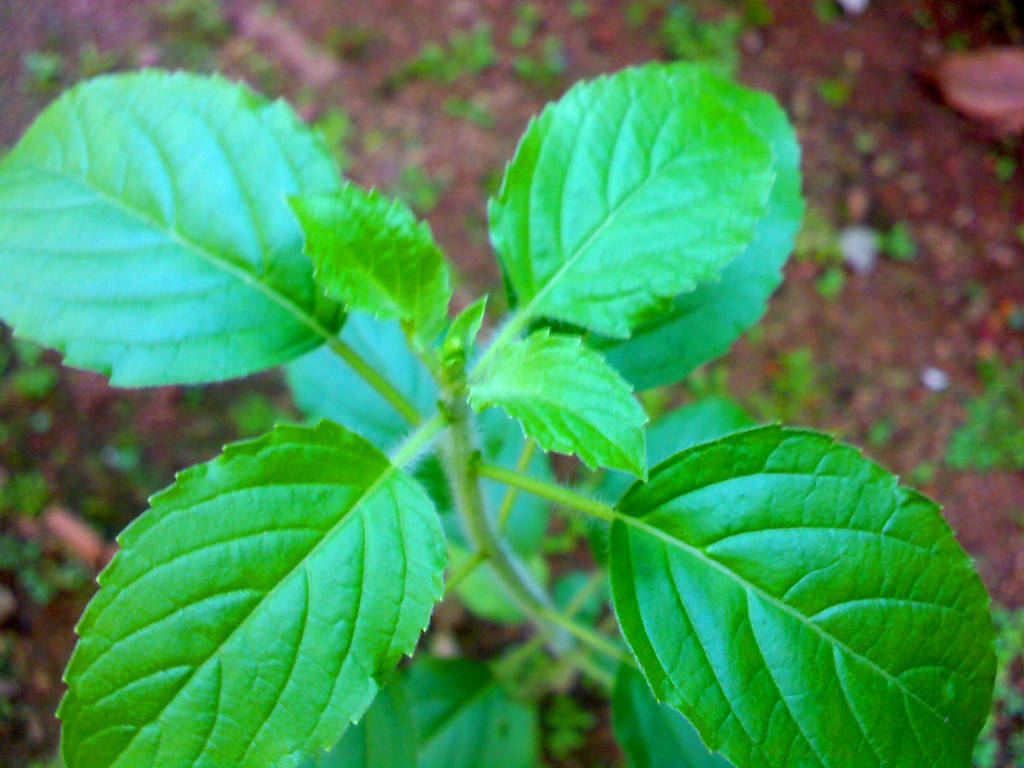
Mladá rostlina
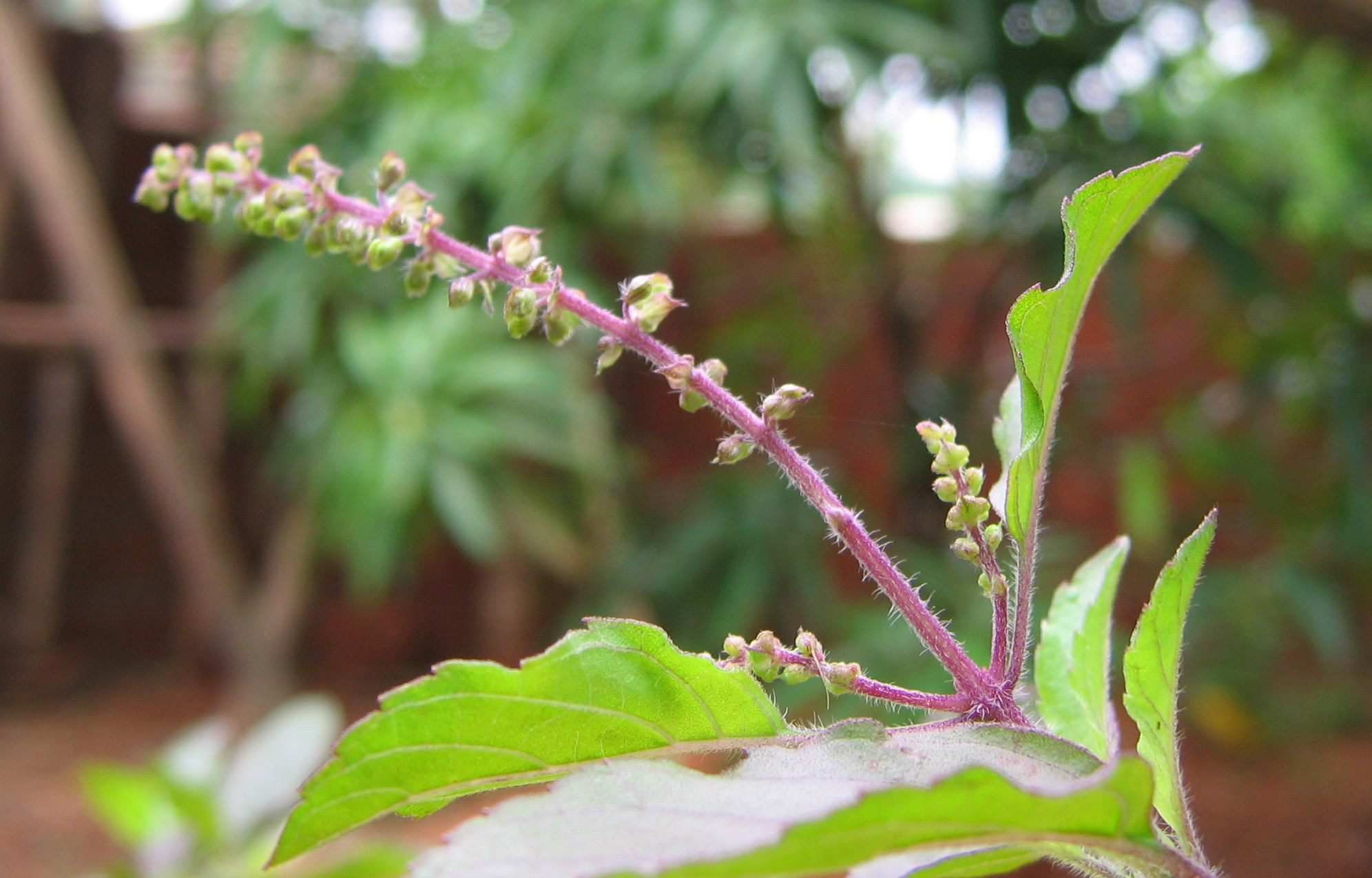
Nakvétající lodyha
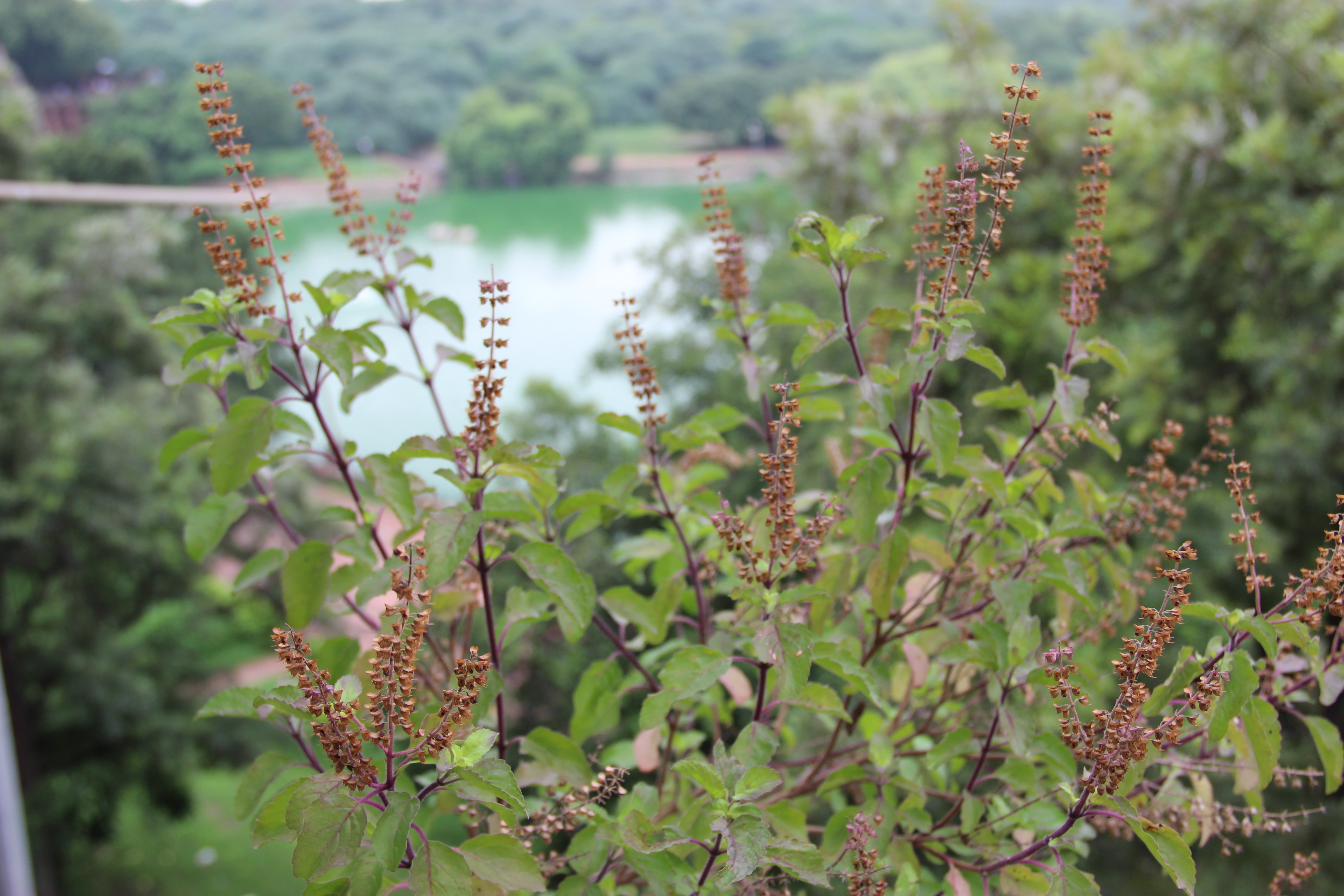
Porost bazalky posvátné v Indii
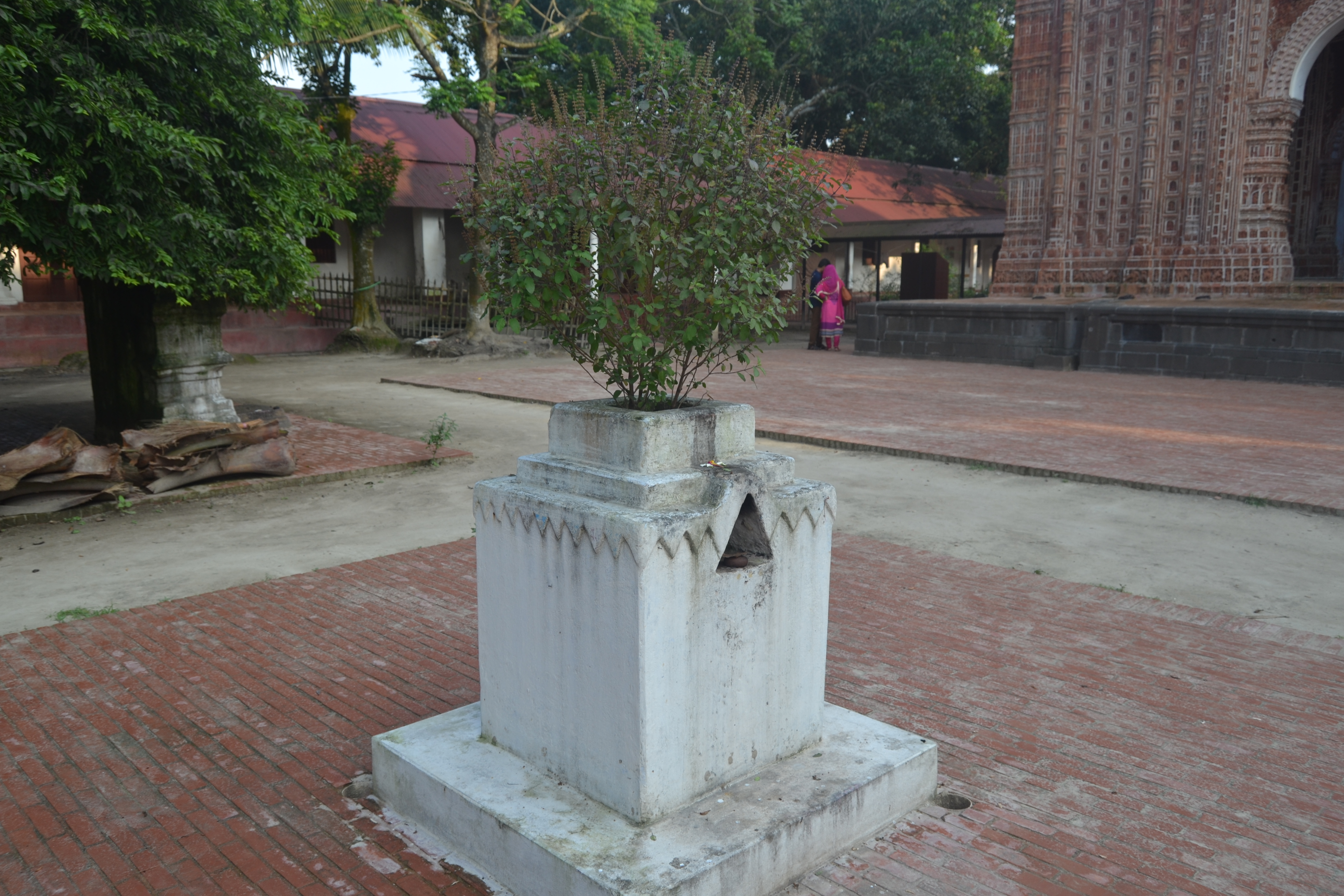
Pěstování Tulsi na oltáři v hinduistickém chrámu